# Raúl Montero Bustamante
Raúl Montero Bustamante, né le 4 avril 1881 à Montevideo et mort le 19 août 1958, est un écrivain et historien uruguayen.  

## Biographie
Raúl Montero Bustamante était professeur de littérature et d'histoire de l'Amérique à l'université de la République à Montevideo.
Il a travaillé assidûment dans le "Revista Literaria" (Magazine littéraire qu'il a fondé en 1900), "La vie moderne" et le "Journal national" (qui était sous sa direction entre 1938 et 1956).
Il fut également le correspondant littéraire du quotidien argentin La Prensa de Buenos Aires.
Il était également membre d'honneur de l'Instituto Histórico y Geográfico del Uruguay depuis 1915; président de la commission nationale des Beaux-Arts; secrétaire du Museo Pedagógico; et président d'honneur de l'Académie nationale des Lettres de l'Uruguay, depuis sa création en 1943.
Raúl Montero Bustamante meurt le 19 août 1958. Son corps repose dans le cimetière central de Montevideo.

## Œuvres
- Parnaso oriental (anthologie poétique, 1905).
- Ensayos (1928).
- Detrás de los Andes (1934).
- Estampas (1942).
- La ciudad de los libros (1944).
- Juan María Pérez (1945).